# TurboExpress
O TurboExpress ou PC Engine GT no Japão é um console portátil produzido pela NEC lançado em 1990, sendo uma versão portátil do TurboGrafx-16 (PC Engine no Japão) que foi lançada 3 anos antes.
Como parte da quarta geração de consoles, competiu com o Game Boy da Nintendo, o Game Gear da Sega e o Atari Lynx, contudo vendeu apenas 1,5 milhão de unidades, ficando bem atrás de seus concorrentes, foi lançado inicialmente por US$249,00 tendo seu preço aumentado para US$299,00 e em 1992 caindo para US$199,00

## Características
Ele é compatível com todos os jogos do TurboGrafx-16 lançados em HuCards, possui uma tela colorida de 2,66 polegadas com uma paleta de 512 cores, suportando 481 cores simultâneas e 64 sprites, tem 8KB de memória RAM, roda um processador HuC6280 em 1,79 ou 7.16 MHz. O console usa 6 pilhas AA que duram aproximadamente 3 horas.
O console também tem acessórios como o TurboLink que permitia que 2 jogadores jogarem simultaneamente e o TurboVision, um adptador para receber sinal de televisão.